# Филип, Стелиано
Стелиано Филип (рум. Steliano Filip; род. 15 мая 1994, Бузэу) — румынский футболист, полузащитник венгерского клуба «Мезёкёвешд».

## Клубная карьера
Воспитанник юношеской команды клуба «Банатул».
Во взрослом футболе дебютировал в 2011 выступлениями за команду клуба «Марамуреш Университар», в которой провел один сезон, приняв участие в 16 матчах чемпионата.
В состав бухарестского «Динамо» присоединился в 2012 году, подписав с клубом контракт на 5 лет. Дебют за клуб в национальном чемпионате состоялся 26 августа того же года в матче против «Петролул».

## Карьера за сборную
Дебют за юношескую сборную Румынии состоялся 24 марта 2011 года против Исландии. Был включен в состав сборной на чемпионат Европы 2011, который проходил в Сербии.
Дебют за молодёжную сборную Румынии состоялся в августе 2013 года против Кипра.
17 ноября 2015 года состоялся дебют за национальную сборную Румынии в товарищеском матче против Италии (2:2).

## Достижения
- Обладатель Кубка румынской лиги: 2016/17